# Old Mutual
Old Mutual este o companie de asigurări cu sediul în Londra și un profit de peste 1 miliard £ în 2005.